# Ferdynand Wójtowski
Ferdynand Wójtowski (ur. 12 czerwca 1925 w Witkowicach, zm. 28 listopada 2018) – polski inżynier rolnik, profesor nauk rolniczych, emerytowany nauczyciel akademicki Uniwersytetu Przyrodniczego w Poznaniu.

## Życiorys
W 1951 uzyskał tytuł magistra inżyniera w Akademii Rolniczej w Poznaniu. Tam w 1961 otrzymał stopień naukowy doktora, w 1966 habilitował się, w 1974 został profesorem nadzwyczajnym. Na macierzystej uczelni był kierownikiem Katedry Hodowli Owadów Użytkowych, prorektorem ds. Kadr i Współpracy z Zagranicą (1978–1981), dziekanem Wydziału Zootechnicznego (1975–1978), prodziekanem Wydziału Zootechnicznego (1973–1975) i Wydziału Ogrodniczego (1969–1970).
Został odznaczony Złotym Krzyżem Zasługi (1973), Krzyżem Kawalerskim Orderu Odrodzenia Polski (1975) i Medalem Komisji Edukacji Narodowej (1987).
Został pochowany na cmentarzu Górczyńskim w Poznaniu.